# Grazia Varisco
Grazia Varisco   (Milà, 5 d'octubre de 1937) és una artista visual i dissenyadora italiana.
El 1960 s'integrà al Gruppo T de Milà i participà en diverses exposicions al voltant de la Nova Tendència i del grup Zero així com en manifestacions al voltant del cinetisme. Juntament amb Edna Andrade, Bridget Riley o Vera Molnár és una de les dones més influents de l'art òptic.
La seva obra ha format part d'exposicions a la Biennal de Venècia (1964, 1986), la Quadrienal de Roma (1973) o la Trienal de Toyama. El 2000 va exposar 'Force Fields: Phases of the Kinetic’ al Museu d'Art Contemporani de Barcelona.
Va ser també professora d'història de l'art a la Universitat de Milà i dissenyadora gràfica. El 2007 va rebre el Premi d'Escultura del President de la República Italiana Giorgio Napolitano.